# Serguéi Kótov (buque)
El Serguéi Kótov (en ruso: Сергей Котов), cuya designación oficial romanizada era RFS 383 «Sergey Kotov», fue el tercer buque patrullero tipo corbeta del Proyecto 22160 de la Armada de Rusia. El buque lleva el nombre del comandante militar de la Unión Soviética, el contraalmirante Serguéi Kótov.
Los buques del proyecto 22160 (o Clase Vasili Bíkov), están diseñados para realizar tareas de patrullaje, reprimir el contrabando y las actividades de piratería, así como buscar y prestar asistencia a las víctimas de desastres marítimos. En tiempo de guerra, también para la protección de buques y embarcaciones en tránsito por mar, bases navales y zonas acuáticas  .

## Diseño
Medía 94 m de eslora. El buque tenía una manga de 14 m y un calado de 3,4 metros. Se desplazaba 1.700 toneladas a una velocidad de entre 25 y 30 nudos (46 a 56 km/h) con una autonomía aproximada de 10.000 km o 60 días. Se impulsaba con una potencia de 1.200 caballos, utilizando un motor diésel de 6.000 cv y dos turbinas de gas de refuerzo, así como una unidad eléctrica formada por cuatro generadores diésel. Su tripulación constaba de 60 personas.
Su arma principal era un cañón automatizado AK-176MA de 76,2 mm. Contaba con un amplio sistema de defensa antiaérea y naval, con 2 ametralladoras MTPU tipo Vladimirov de 14,5 mm, varios sistemas de lanzagranadas automáticos DP-65 de 10 proyectiles y dos cañones DP-64 para repeler abordajes.
Adicionalmente, la estructura del buque está preparada para utilizarse como lanzamisiles de los sistemas 3S90M VLS y S-300. También cuenta con un hangar con espacio suficiente para albergar un helicóptero modelo Ka-27 o Ka-226, así como espacio de almacenaje suficiente para poder albergar drones.
Durante la guerra ruso-ucraniana, a los buques del proyecto 22160 se les instaló un sistema lanzamisiles Tor-M1 en el hangar con el fin de poder usarse de lanzadera para los misiles 3K95 «Kinzhal».
El coste de la embarcación se estima en 65 millones de dólares estadounidenses.

## Historial
El 29 de octubre de 2021 fue botado en el Mar Negro para realizar pruebas de fabricación en mar abierto. Se planeó transferir el barco a la Armada de Rusia a finales de 2021, pero finalmente no entró en servicio hasta el 16 de mayo de 2022.El 30 de julio de 2022, se izó su bandera y se asignó al servicio en la Flota del Mar Negro.

### Campaña del Mar Negro
Antes de su asignación oficial, el Serguéi Kótov ya participó en las operaciones miliitares llevadas a cabo por la Flota del Mar Negro rusa en el frente naval de la invasión de Ucrania. El 30 de julio de 2022 fue asignado oficialmente a la Flota del Mar Negro.
Tras el hundimiento del Moskvá, buque insignia de la flota rusa en la región, el Serguéi Kótov se convirtió en un objetivo de los ataques ucranianos, al ser el buque más moderno con el que contaba Rusia en la zona. El 25 de julio de 2023, casi un año después de su asignación oficial, fue atacado por dos lanchas kamikaze en un ataque que pudo repeler.
El 14 de septiembre de 2023, el departamento de comunicaciones del Ministerio de Defensa ucraniano informó que se había llevado con éxito un ataque con drones kamikaze contra dos buques de la clase Valili Bíkov, el Vasily Býkov y el Serguéi Kótov, el buque más moderno de Rusia en la región, el cual debía haber sido gravemente dañado según el comunicado. El mismo día el Ministerio de Defensa ruso, informó del ataque de las Fuerzas Armadas de Ucrania al Serguéi Kótov con cinco embarcaciones navales no tripuladas, sin informar si el ataque había llegado a causar daños o no.
El 5 de marzo de 2024, la Inteligencia Militar de Ucrania (GUR) declaró que drones navales MAGURA V5 atacaron el buque patrullero ruso Serguéi Kótov en Crimea, cerca del estrecho de Kerch. Según el informe de la GUR, el barco habría sido hundido causando 13 bajas (7 muertos y 6 heridos) entre los 52 tripulantes con los que contaba el barco en el momento del hundimiento.